# Ferruccio Tagliavini
Ferruccio Tagliavini (* 14. August 1913 in Reggio nell’Emilia; † 28. Januar 1995 ebenda) war italienischer Opernsänger (Tenor). Er war einer der bedeutendsten italienischen Operntenöre des 20. Jahrhunderts. 1938 gewann Ferruccio Tagliavini einen nationalen Gesangswettbewerb und debütierte als Rodolfo in Puccinis La Bohème am Opernhaus in Florenz. Kriegsbedingt trat er in den folgenden Jahren ausschließlich in Italien auf, wo er aber schnell zu einem der beliebtesten Opernsänger wurde, allerdings stets im Schatten von Beniamino Gigli stand, dessen Karriere an der Bühne zwar fast vorüber war, der aber durch seine Musikfilme einen hohen Bekanntheitsgrad genoss.

## Repertoire
Tagliavini stand in der Tradition des „tenore di grazia“ und konnte sich durchaus mit so berühmten Belcantisten wie Tito Schipa messen. Seine Stimme besaß eine Klangfarbe, die im Fachjargon als „Süße“ (Fachbegriff: „dolcezza“) bezeichnet wird. Diese Qualität setzte er geschickt ein, ohne dabei betont larmoyant zu klingen, wie dies beispielsweise bei den späten Aufnahmen von Beniamino Gigli von Gesangsexperten als störend empfunden wird. Die Klangschönheit war gepaart mit einer perfekten Gesangstechnik, die es dem Sänger erlaubte, die fehlende Strahlkraft seiner Stimme zu kompensieren. Die zarte Phrasierung war sein bevorzugtes Stilmittel, nicht der posaunenähnliche Stentorton. Es ist durchaus gerechtfertigt zu sagen, dass er – zusammen mit dem spanischen Tenor Alfredo Kraus – als der letzte wirkliche Belcantist im klassischen Sinne anzusehen war. Daher ist es auch nicht verwunderlich, dass er vornehmlich die großen Rollen dieses Faches sang: Almaviva (Rossini: Der Barbier von Sevilla), Vasco da Gama (Meyerbeer: L’Africaine), Nemorino (Donizetti: Der Liebestrank), Edgardo (Donizetti: Lucia di Lammermoor), Elvino (Bellini: La Sonnambula) und den Werther in Massenets gleichnamiger Oper. Für die Rollen des Verdi-Faches fehlte ihm der stählerne Klang. So konnte er zwar als Herzog von Mantua im Rigoletto, als Alfredo in La traviata und vor allem als Fenton im Falstaff brillieren, aber den Manrico (Troubadour) musste er sich versagen, ganz zu schweigen von Radames (Aida) oder von Otello. Unter den Tenorrollen in Puccini-Opern sang er den Des Grieux (Manon Lescaut), den Rodolfo (La Bohème), den Johnson (Das Mädchen aus dem Goldenen Westen) und den Cavaradossi (Tosca), wobei er in dieser Rolle auf heroische Töne verzichtete, sondern sie mit Hilfe seiner ausgeprägten Stimmtechnik gestaltete. Besonders gern interpretierte Tagliavini die Tenorrollen in spätveristischen Opern wie L’Arlesiana von Francesco Cilea (1866–1950) und L’amico Fritz (Pietro Mascagni), mit dem der Sänger befreundet war und unter dessen Stabführung er mehrfach an italienischen Opernhäusern auftrat. Auch der Faust in Arrigo Boitos Meisterwerk Mefistofele gehörte zu seinen Glanzrollen, die er 1957 auf Schallplatte aufnahm. Hinzu kam das populäre Liedrepertoire von Luigi Denza („Funiculì, funiculà“), Paolo Tosti („Mattinata, A Marechiare“) und die Klassiker der neapolitanischen Volksmusik.

## Karriere
Tagliavinis Karriere überschnitt sich mit derjenigen von anderen Tenören, die über einen höheren Bekanntheitsgrad verfügten – einerseits von Beniamino Gigli und Giacomo Lauri-Volpi, deren Bühnenpräsenz sich zwar dem Ende zuneigte, die aber beide in Italien äußerst populär waren und auch noch auftraten, als ihre Stimmen an Glanz und Eleganz längst eingebüßt hatten. Hinzu kam, dass sich der von Gigli gepflegte larmoyante Gesangsstil beim Publikum großer Beliebtheit erfreute, während Tagliavini auf diese Art der Anbiederung bewusst verzichtete und sich beim Ausdruck von Emotionen auf rein stimmliche – d. h. gesangliche – Gestaltungsmittel verließ. Andererseits hatte sich in Italien während der Phase des Faschismus ein stark deklamatorischer Gesangsstil herausgebildet, in dem oft Lautstärke, übertriebene Emotionalität und Expressivität dominierten, während die subtile Gesangskunst auf der Strecke blieb. Sänger wie Mario del Monaco entsprachen diesem Ideal und wurden auch international als Vertreter einer „typisch italienischen“ Gesangskunst angesehen. Die Popularität des jüngeren del Monaco und von Franco Corelli trug dazu bei, dass Tagliavini eine vergleichbare internationale Karriere verwehrt blieb.
Doch auch der Zweite Weltkrieg hatte dazu geführt, dass der Sänger erst ab 1947 auf den großen Bühnen außerhalb Italiens auftreten konnte. Er war anscheinend der erste Tenor aus dem besiegten faschistischen Italien, der nach Kriegsende an die Metropolitan Opera in New York verpflichtet wurde. Höhepunkt seiner amerikanischen Karriere war die Inszenierung von Donizettis Liebestrank im Jahre 1949 unter der Leitung von Giuseppe Antonicelli mit der Sopranistin Bidu Sayão und dem Bariton Giuseppe Valdengo an Tagliavinis Seite. Doch blieben seine Auftritte in New York die Ausnahme, da ihm an der Metropolitan Opera der fast gleichaltrige schwedische Tenor Jussi Björling den Rang ablief. 1950 debütierte Tagliavini an der Covent Garden Opera in London und trat auch an der Grande Opéra de Paris auf, doch seine künstlerische Heimat blieb weiterhin Italien.
In Deutschland blieb Tagliavini weitgehend unbekannt. Bis in die 1970er Jahre waren zwar Gesamtaufnahmen, in denen er mitwirkte, auf dem deutschen Schallplattenmarkt erhältlich – ausschließlich Rundfunkaufnahmen der RAI, die über das Label CETRA vertrieben wurden und klanglich weit hinter Konkurrenzaufnahmen deutscher und anglo-amerikanischer Produktionsfirmen zurückstanden. Hinzu kam die fast übermächtige Präsenz eines Mario del Monaco, Giuseppe Di Stefano und Franco Corelli auf dem Schallplattenmarkt, obwohl keiner von ihnen über eine gleichwertige Gesangstechnik und einen ebenbürtigen künstlerischen Geschmack verfügte.
Wie sein Rivale Beniamino Gigli trat Tagliavini auch in Filmen – überwiegend Musikfilmen – auf. Im Jahre 1947 stand er mit dem Bariton Tito Gobbi in Gioachino Rossinis Der Barbier von Sevilla vor der Kamera. In der 1942 entstandenen Verfilmung des Dramas Tosca, auf dem die gleichnamige Oper von Puccini basiert, war er mit den beiden berühmten Arien des Mario Cavaradossi zu hören, aber nicht zu sehen.
1941 heiratete er seine langjährige Bühnenpartnerin, die Sopranistin Pia Tassinari.
Seinen Bühnenabschied nahm er im Jahre 1970, stimmliche Schwächen waren aber bereits in den späten 50er Jahren unüberhörbar geworden.

## Nachleben
Im steirischen Deutschlandsberg wurde 30 Jahre lang alljährlich im April ein nach Ferruccio Tagliavini benannter, internationaler Gesangswettbewerb veranstaltet. Die Veranstaltung, bei der auch berühmten Opernsängern die „Goldene Note des Belcanto“ für ihr Lebenswerk verliehen wurde, stand unter der gemeinsamen Ägide der Grazer Oper und des Opernhauses von Parma und Reggio nell’Emilia. Im Jahre 2003 führte die australische SopranistinJoan Sutherland, die 1995 als erste die „Goldene Note“ erhalten hatte, den Vorsitz der Jury. Andere Träger der „Goldenen Note“ waren Giuseppe Taddei (1996), Marcel Prawy (1997) und Piero Cappuccilli (2001). Der letzt Ferruccio-Tagliavini-Gesangswettbewerb endete am 12. April 2023 mit einem Konzert.

## Filmografie
- 1942: Voglio vivere così
- 1942: La donna è mobile
- 1943: Ho tanta voglia di cantare
- 1947: Il barbiere di Siviglia
- 1951: Nur du bist mein Traum (Al diavolo la celebrità)
- 1951: Anema e core
- 1958: Ohne Dich kann ich nicht leben